# Doku Umarov
Doku Umarov (čečensky Ӏумар КӀант Доккa, rusky Доку Хаматович Умаров Doku Chamatovič Umarov; 13. dubna 1964 – 7. září 2013) byl čečenský militantní islamista a terorista, podezřelý ze zosnování množství teroristických útoků na území Ruské federace. Připisuje se mu odpovědnost za sebevražedné útoky v moskevském metru v roce 2010 a teroristický útok na letišti Domodědovo v roce 2011.
Prohlašoval se emírem neuznaného Kavkazského emirátu (vyhlášen v říjnu 2007), předtím byl prezidentem samozvané Čečenské republiky Ičkerie.